# Egil Skallagrimsson
Egil Skallagrimsson (isländska Egill Skallagrímsson) (ca 900-992) var en isländsk skald, krigare och hövding. Han var son till landnamsmannen Skallagrim Kvällulvsson (isländska Skalla-Grímr Kveldulfsson) och sonson till den norske hersen Kvällulv, vilken hade rykte om sig att vara varulv. Egil kallas ofta Islands och hela Nordens störste skald. Av Egils dikter finns ca 110 strofer och strofdelar bevarade. Förutom de nedan nämnda verken finns också fragment av två skölddrapor och en och en halv strof av en drapa till kung Athelstan av England, samt 46  så kallade "lösavisor". Egil var dessutom fursteskalden Einar Skålaglams lärare i skaldekonst. I allmänhet anses dikterna tillskrivna Egil vara autentiska, men uppgifterna om hans liv är mindre säkra, då de nedtecknades nästan 300 år efter dennes död.

## Liv
Om Egils liv, dåd och diktning handlar Eigla, Egil Skallagrimssons saga, vilken är en av de mest framstående och längsta isländska släktsagorna. Den kan vara skriven av Snorre Sturlasson, som var släkt med Egil. Den är baserad på de rika isländska berättelserna om landets store skald och hjälte, samt innehåller även många av Egils kväden. Sagan berättar att Egil redan som pojke var otroligt stark och stridslysten. Att släkten utvandrade till Island hade sin grund i att det skar sig i relationerna med kung Harald Hårfager, som började frukta denna starka släkt på grund av illvilligt förtal från en kunglig rådgivare. Egil gick redan som ung i viking, och kom så småningom att tillsammans med sin bror Torolf att strida på den engelske kungen Athelstans sida i det berömda slaget vid Brunanburh 937. Bröderna hade stor delaktighet i anglosaxarnas seger, men Torolf stupade under slaget.
Egil återvände efter detta till Island där han gifte sig med Asgerd, som hade ett stort arv att hämta i Norge. När Egil for dit för att kräva dessa tillgångar blev han hindrad av kung Erik Blodyx och dennes gemål, Gunhild. Detta ledde till att Egil reste en nidstång över kungaparet, och dessutom slog han ihjäl deras son Ragnvald. Därpå återvände Egil till Island och levde på släktgården Borg en tid. Han gick emellertid senare till sjöss igen, varpå man hamnade i sjönöd och drev med vinden till Northumberland, där nu den från Norge fördrivne Erik Blodyx var installerad som underkonung av kung Aethelstan. Egil fängslades av denne och dömdes till döden, men hade en vän i Arinbjörn herse som var Erik Blodyx troman. Arinbjörn rådde Egil att skriva ett skaldestycke och tillägna kungen detta, vilket Egil gjorde genom att på en natt dikta en magnifik ändrimmad drapa, Huvudlösen, till kungen. Genom detta, och Arinbjörns stöd, återfick Egil friheten och kunde sedan återvända till Island.
Egils stora tragedi i livet var när hans älsklingsson Bödvar drunknade. Egil blev då så nedslagen att han tänkte svälta sig till döds. Men genom sin dotter Turids uppmuntran avstod han från detta och kom istället att utföra sitt allra förnämsta kväde, Sonatorrek, som tillägnades den döde sonen.  När Egil senare fick beskedet att hans vän Arinbjörn herse hade avlidit diktade han över honom ännu ett av sina storslagna kväden, det framstående Arinbjarnarkvida. En sista gång gick han sedan till sjöss när han antog ett uppdrag för en släktings skull att genomföra en mycket farlig skatteindrivning i Värmland under den tid då Håkon Adalsteinsfostre var kung i Norge.
När Egil sista gången gjorde ett större utspel var han en gammal man. Han red då med sina följeslagare till Islands allting i syfte att genomdriva sin son Torstens vilja och anspråk, vilket också lyckades. Egil Skallagrimsson ska ha blivit över nittio år gammal och var blind de sista åren av sitt liv. Han ska ha låtit två trälar gräva ner kistorna med allt hans guld och silver natten innan han dog, varpå han sedan dödade trälarna.